# Albert von Hummelauer
 Albert von Hummelauer (auch: Humelauer) (* 28. April 1791 in Wien; † 25. Januar 1867 in Klagenfurt) war ein österreichischer Herrschaftsbesitzer und Politiker.

## Leben
Hummelauer war der Sohn des k.k. Regierungskonzipisten Franz von Humelauer (* um 1764) und dessen Ehefrau Regina geb. von Müssig (* um 1770). Er war römisch-katholisch und heiratete am 29. Juni 1846 Maria Polster (* 4. Juli 1818; † 7. April 1887). Aus der Ehe ging mindestens ein Sohn hervor.
Hummelauer war Herrschaftsbesitzer in Freudenberg. 

## Politik
Hummelauer war von 1850 bis 1864 Bürgermeister von Freudenberg (heute Gemeinde Magdalensberg). Er war Mitglied der Kärntner Landwirtschaftsgesellschaft und im Jahr 1860 Mitglied der Kommission zur Beratung des Gemeindegesetz-Entwurfes.
Bei der Wahl zum Provisorischen Kärntner Landtag 1848 wurde er als stellvertretender Abgeordneter gewählt und war vom 17. Juli 1848 bis zum 4. März 1849 Stellvertreter von Thaddäus von Lanner.

## Werke
Er war Verfasser nationalökonomischer Schriften.
- Über die Verarmung der ackerbauenden Classe, 1836, Digitalisat.
- Von den Ursachen des Zustandes der arbeitenden Klasse, und den Mitteln, derselben, den Erfordernissen des geselligen Seins entsprechend, zu verbessern, 1849, Digitalisat.